# Thomas Mann (aktor)
Thomas Mann V (ur. 27 września 1991 w Portlandzie) – amerykański aktor filmowy.

## Życiorys
Urodził się w Portlandzie w stanie Oregon. w 1993 roku jego rodzina przeniosła się do Dallas, gdzie mieszka do dziś. Zadebiutował w serialu iCarly w 2009 roku. W 2010 roku zagrał w filmie Całkiem zabawna historia u boku Keir Gilchrist i Zacha Galifianakisa. Film zebrał przyzwoite recenzje krytyków i zapewnił Mannowi zainteresowanie publiczności. W 2011 roku razem z Victorią Justice miał zagrać w filmie Fun Size. Szalone Halloween, debiucie reżyserskim Josha Schwartza. Zdjęcia z powodu niekorzystnej pogody przesunięto na 2012 rok i film ostatecznie miał premierę w 25 października 2012. W tym samym roku zagrał główną rolę w niedocenionym przez krytyków filmie Projekt X.
Przełomem dla aktora okazała się być główna rola w filmie Earl i ja, i umierająca dziewczyna z 2015 roku w reżyserii Alfonsa Gomez-Rejona. Mann zagrał tam aspołecznego chłopaka, który zaprzyjaźnia się z dziewczyną chorą na białaczkę w ostatnich miesiącach jej życia. Krytycy chwalili głównie wykonanie filmu i grę tytułowej trójki bohaterów.

## Filmografia
| Rok       | Tytuł                              | Rola               |  |
| --------- | ---------------------------------- | ------------------ |  |
| 2007-2012 | iCarly                             | Jeffery Flanken    |  |
| 2010      | Całkiem zabawna historia           | Aaron Fitzcarraldo |  |
| 2012      | Projekt X                          | Thomas             |  |
|           | Fun Size. Szalone Halloween        | Roosevelt          |  |
| 2013      | Hansel i Gretel: Łowcy czarownic   | Ben                |  |
|           | Taka fajna jak ja                  | Kenny              |  |
|           | Piękne istoty                      | Link               |  |
| 2014      | Witajcie u mnie                    | Rainer             |  |
| 2015      | Zabójcza                           | Roger Marcusa      |  |
|           | Earl i ja, i umierająca dziewczyna | Greg Gaines        |  |
| 2016      | Dziedzictwo krwi                   | Jason              |  |
|           | Umysł w ogniu                      | Stephen            |  |
| 2017      | Kong: Wyspa Czaszki                | Slivko             |  |